# Dave Nieskens
Dave Jannenga, voorheen Nieskens (Sittard, 29 april 1994) is een Nederlands voetballer die als verdediger speelt.

## Clubcarrière
Nieskens debuteerde in het betaald voetbal in het shirt van Helmond Sport. Zijn eerste wedstrijd was er een uit tegen Excelsior, waarin hij direct trefzeker was.

## Statistieken
| Seizoen         | Club            |                    | Competitie      | Competitie | Competitie | Beker | Beker | Internationaal | Internationaal | Totaal | Totaal |
| Seizoen         | Club            | Wed.               | Competitie      | Dlp.       | Wed.       | Dlp.  | Wed.  | Dlp.           | Wed.           | Dlp.   |        |
| --------------- | --------------- | ------------------ | --------------- | ---------- | ---------- | ----- | ----- | -------------- | -------------- | ------ | ------ |
| 2013/14         | Helmond Sport   | Vlag van Nederland | Eerste divisie  | 23         | 3          | 1     | 2     | -              | -              | 24     | 5      |
| 2014/15         | Helmond Sport   | Vlag van Nederland | Eerste divisie  | 12         | 1          | 0     | 0     | -              | -              | 12     | 1      |
| 2014/15         | CS Visé (huur)  | Vlag van België    | Derde klasse    | 6          | 0          | 0     | 0     | -              | -              | 6      | 0      |
| Carrière totaal | Carrière totaal | Carrière totaal    | Carrière totaal | 41         | 4          | 1     | 2     | 0              | 0              | 42     | 6      |

Bijgewerkt t/m 23 januari 2017